# Arthès
 Arthès  es una población y comuna francesa, ubicada en la región de Mediodía-Pirineos, departamento de Tarn, en el distrito de Albi y cantón de Albi-Nord-Est.

## Demografía
| 1672 | 1644 | 1904 | 2041 | 2134 | 2164 |
| Para los censos de 1962 a 1999 la población legal corresponde a la población sin duplicidades (Fuente: INSEE [Consultar]) |      |      |      |      |      |